# BMW-Werk Landshut
Das BMW Group Werk Landshut ist ein Produktionswerk des Automobilherstellers BMW in der niederbayrischen Hauptstadt Landshut.
Rund 3.700 Mitarbeiter fertigen hier Motor- und Fahrwerkskomponenten aus Leichtmetallguss, Kunststoffkomponenten für das Interieur und Exterieur sowie Gelenkwellen und Austauschmotoren, die weltweit an nahezu alle Automobil- und Motorenwerke der BMW Group geliefert werden.

## Historie
1967 übernahm BMW das Werk von der Hans Glas GmbH und 1971 begann die Austauschmotorenfertigung in Landshut (vorher in Dingolfing), die Kunststofffertigung und die Gelenkwellenfertigung. Ende der 1980er Jahre wurde die Leichtmetallgießerei nach Landshut (vorher in München) verlegt. 1999 eröffnete das Landshuter Innovations- und Technologiezentrum (LITZ).
2004 begann die Produktion in der neuen Magnesiumgießerei und der neuen Austauschmotorenfertigung. Ein Jahr später wurde der Bau des Modellbaus für Interieur-Komponenten neu errichtet und 2007 das Berufliche Aus- und Weiterbildungszentrums eröffnet.
2010 entstand hier die weltweit erste emissionsfreie Gießerei und 2012 wurde eine Fertigungsstätte für Teile aus kohlenstofffaserverstärktem Kunststoff (CFK, „Carbon“) in Betrieb genommen. 2015 wurde der Grundstein für das Leichtbauzentrum, das 20 Millionen Euro kostete und in dem 160 Ingenieure arbeiten, gelegt; es wurde 2016 eröffnet.
Im Jahr 2024 baute das Werk seine Produktionskapazitäten aus und erweiterte die Fertigung für das Zentralgehäuse der hochintegrierten elektrischen Antriebs-Einheit der Neuen Klasse. Seit 2020 flossen rund eine Milliarde Euro in den deutschen Werksstandort in Landshut für eine kontinuierliche Transformation in Richtung Elektromobilität.

## Produktionsportfolio

### Interieur
Täglich verlassen das BMW Group Werk Landshut mehrere tausend Interieur-Komponenten und pro Jahr insgesamt 286.000 Cockpits. Dazu zählen 1.260 Instrumententafel-Oberteile, sowie 1.260 Instrumententafel-Unterteile und 2.780 Handschuhkästen pro Arbeitstag.
Zudem werden im Landshuter Modell- und Musterbau Design-Konzeptmodelle für das Fahrzeuginterieur künftiger BMW-Modelle aufgebaut.

### Kunststoff Exterieur
Im Jahr 2023 wurden im BMW Group Werk Landshut rund 430.000 lackierte Exterieur-Komponenten aus Kunststoff in 40 Serienfarben und 200 Individualfarben gefertigt.

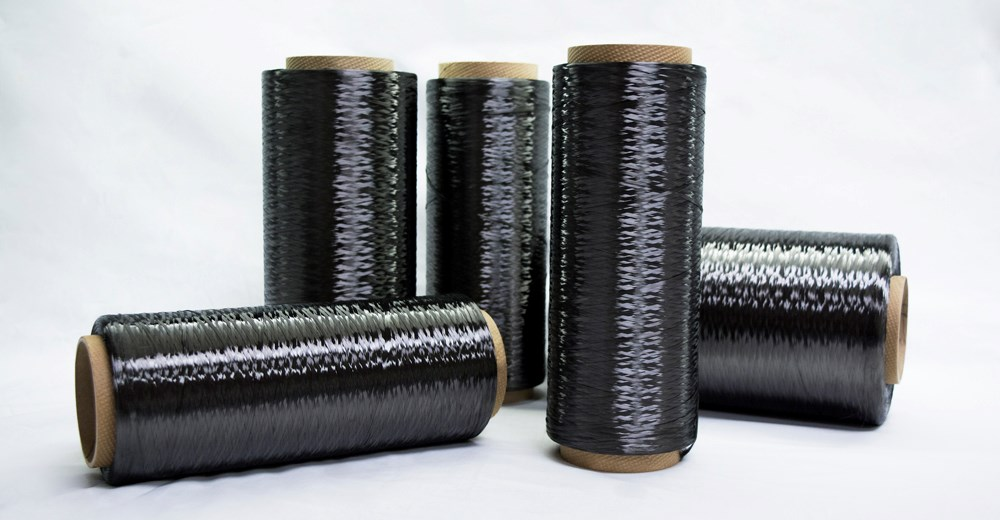
CFK-Material (Carbon)

#### Carbon
Seit der Ansiedlung der Landshuter Innovations- und Technologiezentren (LITZ) im Jahr 1999 ist das Werk Landshut das Kompetenzzentrum der BMW Group für die Carbon-Produktion.
Zu CFK-Komponenten zählen die Dächer der M-Fahrzeuge, Karosserieteile für den BMW 7er und die BMW-i-Modelle sowie Gelenkwellen für BMW M3/M4.

### Leichtmetallgießerei
Die Leichtmetallgießerei ist der größte Produktionsbereich des BMW Group Werks Landshut und die einzige Fertigungsstätte für Leichtmetallguss der BMW Group europaweit. 2023 fertigten die Mitarbeitenden der Leichtmetallgießerei des BMW Group Werks Landshut 3,6 Millionen Gusskomponenten mit einem Gesamtgewicht von nahezu 78.000 Tonnen. Zum Produktionsumfang zählen Motorkomponenten wie Zylinderköpfe und Kurbelgehäuse, Komponenten für elektrische Antriebe oder großflächige Strukturbauteile für die Fahrzeugkarosserie.
Die Leichtmetallgießerei des BMW Group Werks Landshut zählt zu den modernsten Gießereien weltweit. Die innovativen Fertigungsverfahren sind nachhaltig und wurden bereits ausgezeichnet. 2019 wurde die Leichtmetallgießerei des BMW Group Werks Landshut erstmalig für ihren nachhaltigen Einsatz von Aluminium zertifiziert. Sie erfüllt die Standards der Aluminium Stewardship Initiative (ASI), einer internationalen Organisation, die von Umwelt- und Industrieverbänden, Aluminiumproduzenten sowie verarbeitenden Unternehmen getragen wird.
Seit 2021 bezieht die Leichtmetallgießerei außerdem Aluminium, für dessen Herstellung Strom aus Sonnenenergie zum Einsatz kommt. Dies ist ein wichtiger Meilenstein auf dem Weg zum Unternehmensziel, die CO2-Emissionen im Lieferantennetzwerk bis 2030 um 20 % zu senken. Da die Herstellung von Aluminium sehr energieintensiv ist, hat der Einsatz von Grünstrom – wie beispielsweise Solarstrom – erhebliches Potenzial bei der Reduktion der CO2-Emissionen.
Zur Fertigung der Gussteile arbeitet die Leichtmetallgießerei unter anderem mit einem weltweit einmaligen Verfahren, bei dem formgebende Sandkerne, welche mit Hilfe anorganischer Bindemittel hergestellt werden, zum Einsatz kommen.

## Daten und Fakten
Im BMW-Werk Landshut sind über 3.700 Mitarbeiter (Juli 2024) beschäftigt, davon rund 120 Auszubildende. Sie werden in den Berufen Werkzeugmechaniker, Gießereimechaniker, Industriemechaniker, Mechatroniker, Elektroniker für Automatisierungstechnik, Kunststoff- und Kautschuktechnologe, Zerspanungsmechaniker und IT-Systemelektroniker ausgebildet. Der Frauenanteil der Beschäftigten liegt bei rund acht Prozent. Der Facharbeiteranteil macht über 80 Prozent aus. Insgesamt beträgt das durchschnittliche Alter der Mitarbeiter 43 Jahre.
Die Gesamtfläche des Werks beträgt rund 467.000 Quadratmeter, davon entfallen ca. 144.000 m² auf Produktions- und ca. 116.000 m² auf Logistikflächen.